# Elisabeth Shue

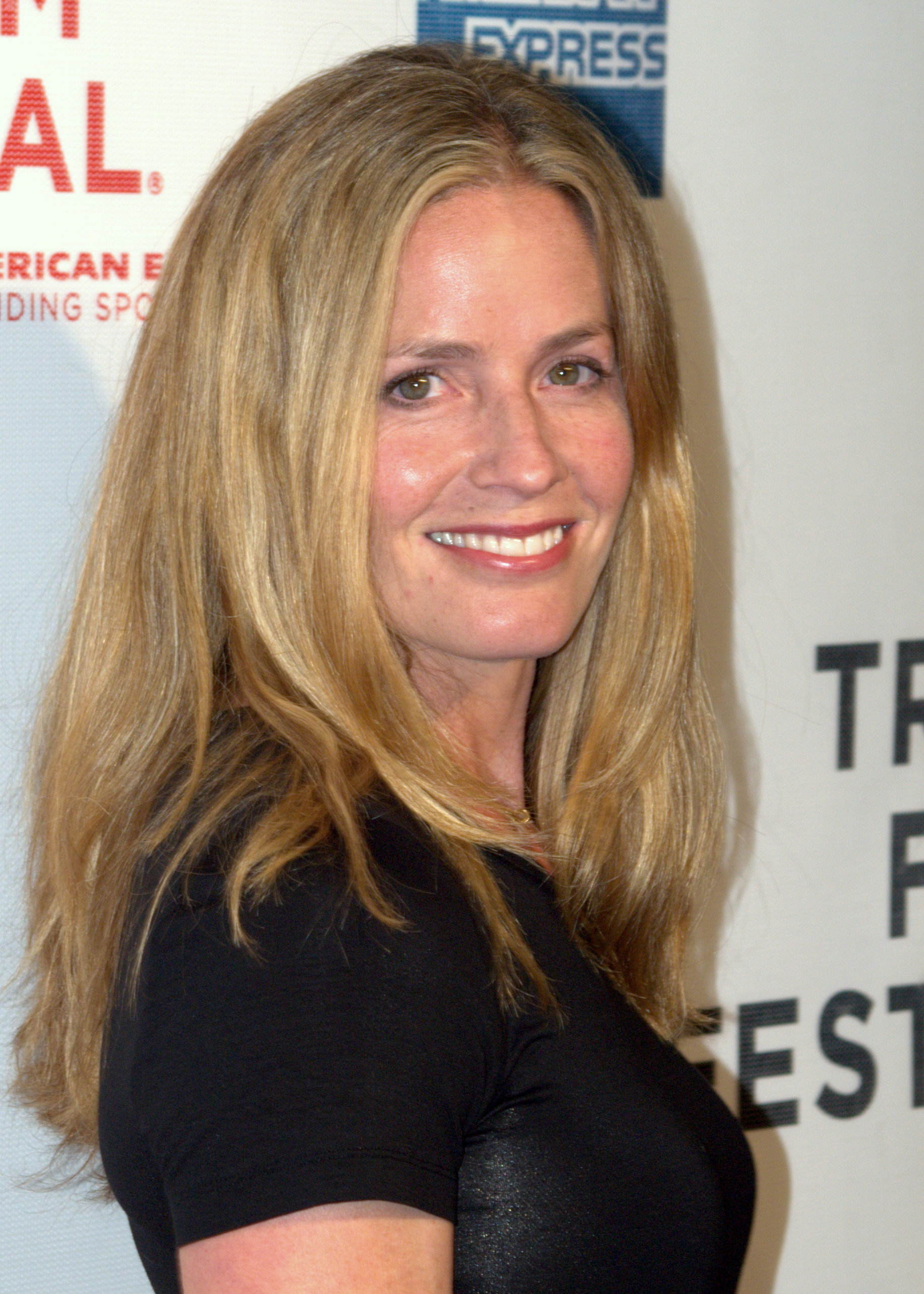
Elisabeth Shue in 2009

Elisabeth Shue (Wilmington (Delaware), 6 oktober 1963) is een Amerikaanse televisie- en filmactrice. Ze werd in 1996 genomineerd voor zowel de Oscar, Golden Globe als BAFTA Award voor beste vrouwelijke hoofdrol voor haar vertolking van prostituee Sera in Leaving Las Vegas. Hiervoor won ze daadwerkelijk een Independent Spirit Award. Eerder won Shue een Young Artist Award voor haar bijrol als vriendinnetje Ali Mills in The Karate Kid (1984) en werd ze genomineerd voor een Saturn Award voor het spelen van hoofdpersonage Jane Chase in de thriller/horrorfilm Link (1986).
Elisabeth is de oudere zus van acteur Andrew Shue.

## Carrière
Shue maakte in 1982 haar acteerdebuut als Lynn Osborne in de televisiefilm The Royal Romance of Charles and Diana. Een jaar later was ze voor het eerst te zien op het witte doek als Margie in het fantasy-drama Somewhere, Tomorrow. Sindsdien speelde ze in meer dan 35 films.
Behalve in films, speelde Shue ook in verschillende televisieseries. Zo was ze in 1984 en 1985 te zien in 22 afleveringen van de dramaserie Call to Glory als Jackie Sarnac. Ook speelde Shue in de jaren 1980 in reclames voor onder andere fastfoodketen Burger King. In februari 2012 debuteerde ze als castlid van CSI: Crime Scene Investigation, als bloedsporenspecialist Julie 'Finn' Finlay.